# Goniurosaurus bawanglingensis
Goniurosaurus bawanglingensis es una especie de gecos de la familia Eublepharidae.

## Distribución geográfica
Es endémica de la isla de Hainan (China).

## Estado de conservación
Se encuentra amenazada por la pérdida de su hábitat natural.